# فرقة (إسلام)

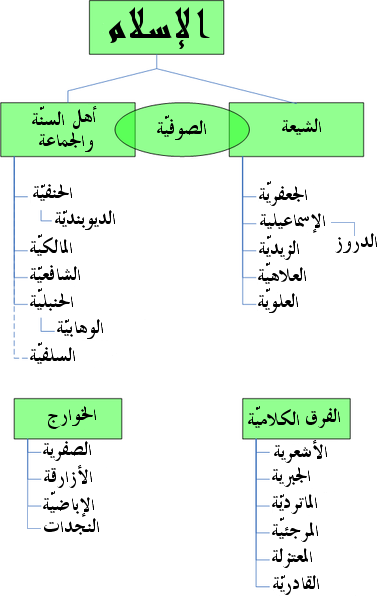
الطوائف والحركات الاجتماعية الإسلامية الرئيسيّة.

الفِرَق في الإسلام، أو تعرف عند البعض بـ الطوائف والافتراق هو الخروج عن جماعة المسلمين وهم عموم أمة الإسلام في عهد الرسول ﷺ وصحابته؛ ويحكم بالمفارقة على كل من خرج عن سبيل في أصل مما عدوه من أصول الدين، أو قاعدة من قواعده أو خالف في فروعٍ كثيرة وجزئيات متعددة مخرجة عن سمة أهل السنة وهديهم؛ كبدع الشعائر والعبادات إذ كثرت. وسيفترق أمة الإسلام إلى ثلاث وسبعين فرقة؛ وقد تفترق الفرقة منهم إلى فرق أخرى والفرق كلها في النار إلا فرقة واحدة وهي «الفرقة الناجية» عن النبي ﷺ: «افترقت اليهود على إحدى وسبعين فرقة، وافترقت النصارى على اثنتين وسبعين فرقة، وستفترق هذه الأمة على ثلاث وسبعين فرقة كلها في النار إلا واحدة، قيل: من هي يا رسول الله؟ قال: من كان على مثل ما أنا عليه وأصحابي». ويجدر الإشارة إلى أن البعض يظن بأن المذاهب الفقهية هي الفرق غير أن هذا خاطئ إذ أن الفرقة تخالف أصل من أصول الدين أو تخالف فروع كثيرة منه، والمذاهب الفقهية إنما تتعلق بالفقه والمسائل الفقهية تتعلق بالاختلاف لا بالافتراق.

## حديث افتراق الأمة
جاء في حديث عن النبي ﷺ: «افترقت اليهود على إحدى وسبعين فرقة، وافترقت النصارى على اثنتين وسبعين فرقة، وستفترق هذه الأمة على ثلاث وسبعين فرقة كلها في النار إلا واحدة، قيل: من هي يا رسول الله؟ قال: من كان على مثل ما أنا عليه وأصحابي». وفي بعض الروايات: (هي الجماعة). رواه أبو داود والترمذي ومحمد بن ماجه والحاكم، وقال: صحيح على شرط مسلم.
وسيفترق أمة الإسلام إلى ثلاث وسبعين فرقة؛ وقد تفترق الفرقة منهم إلى فرق أخرى والفرق كلها في النار إلا فرقة واحدة وهي «الفرقة الناجية».

## مؤلفات عن افتراق الأمة
- الملل والنحل تأليف أبو الفتح الشهرستاني.
- أصول الفرق والأديان والمذاهب الفكرية تأليف سفر الحوالي
- الفرق بين الفرق تأليف عبد القاهر البغدادي
- منهاج السنة النبوية تأليف ابن تيمية